# Craig Ellwood

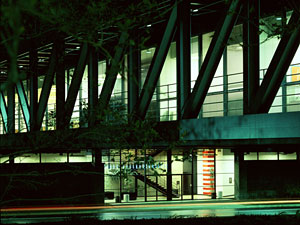
Art Center College, Pasadena

Craig Ellwood (Clarendon, Texas, 22 de abril de 1922 – Pergine Valdarno, Italia, 30 de mayo de 1992) fue un arquitecto estadounidense.

## Trayectoria profesional

### Formación y comienzos
Aunque de formación arquitectónica autodidacta, Ellwood desarrolló una obra comprendida entre los años de las décadas de 1950 a 1970 la cual alcanzó una notable repercusión debido a que el propio arquitecto siempre otorgó mucha importancia a la promoción de la misma.
Nacido como Jon Nelson Burke, en 1937 se trasladó a Los Ángeles, donde asistió a la Belmont High School, finalizando su educación en 1940. Dos años más tarde se alistó en el ejército de los Estados Unidos. Tras la guerra, en 1946, regresó a California, donde junto con su hermano y otros dos amigos crearon una empresa llamada “Craig Ellwood Company”. Al poco tiempo, Burke cambió su nombre por el de Ellwood de forma legal.
En 1948 se unió a la compañía Lamport Cofer Salzman (LCS) como tasador de costes de la construcción. En paralelo, realizó estudios de Ingeniería Estructural en la UCLA asistiendo a las clases nocturnas durante cinco años.
Los conocimientos adquiridos le permitían involucrarse en mayor medida tanto en la arquitectura como en el diseño de los proyectos encargados a LCS, de modo que se hizo un hueco en la empresa para ocuparse también de sus primeros encargos como arquitecto.
En 1951 fundó “Craig Ellwood Design”. Allí Ellwood proporcionaría la visión general de cada proyecto, y dependía para el desarrollo de un arquitecto titulado para proporcionar la realización técnica, los dibujos y la firma obligatoria de un arquitecto licenciado. Entre algunos de sus primeros proyectos destaca la Case Study House 16, construida en 1952. En este proyecto Craig Ellwood, que era ingeniero de formación manifestó su interés en la utilización de materiales y técnicas constructivas industriales en arquitectura. En este proyecto Ellwood manifiesta una gran delicadeza del uso del acero, hormigón y cristal, que emplea como un velo traslúcido en los cierres a la calle. Interiormente, opta por paneles enmarcados en ligeras estructuras de acero que no cubren todo el espacio de piso a cielo. 

### Etapa con Jerry Lomax. Viviendas unifamiliares conceptuales. 1953 - 1960
En octubre de 1953 entra en su taller como asociado el arquitecto titulado Jerrold E. Lomax, que permanece con él hasta 1962 y se convierte en su principal colaborador. Juntos, diseñaron la Casa Pierson, la Casa Daphne y la Casa Korsen. También diseñaron la Casa Steinman y la Casa Hunt, que se localizaron en Malibu. En 1957-1958, diseñaron la casa Nº 18 del programa Case Study Houses en Beverly Hills. 
En diciembre de 1953 la Bienal de Sao Paulo le concedió el primer premio de arquitectura, con un jurado integrado entre otros por Walter Gropius, Alvar Aalto y Josep Lluís Sert, por un edificio de apartamentos con patio. Este premio le dio un gran prestigio a nivel internacional y decidió a John Entenza a encargarle dos proyectos más del Programa de Case Study Houses. 
Entre 1954 y 1958 construiría esas otras dos Case Study Houses, la número 17 y la número 18. Esta última tiene una estructura de acero con paneles de cerramiento. Esta casa está considerada como uno de los proyectos emblemáticos de Ellwood al integrar elementos prefabricados en la construcción. El volumen construido tiene una gran simplicidad y pureza de líneas que se refuerza con cristales traslúcidos que acentúan la levedad. La casa tiene una gran pureza formal y parece flotar sobre el terreno. 
Los diseños fueron bien recibidos por el mercado y los clientes potenciales, recibiendo a menudo la cobertura favorable en publicaciones influyentes como Arts & Architecture de John Entenza. Así, la firma recibió un creciente flujo de comisiones residenciales y comerciales, y el estilo de Ellwood maduró para abrazar completamente los conceptos presentados por los arquitectos de estilo internacional, en particular Mies van der Rohe.

### Formalismo influenciado por Mies van der Rohe. 1960 - 1965
Así a finales de los años cincuenta pasó a considerar la forma cada vez como más esencial y no determinada por la función, en consonancia con el credo arquitectónico de Mies. En paralelo pasó de concebir sus casas y edificios con estructuras ligeras de acero a utilizar cada vez más estructuras pesadas de acero de grandes luces, que definían los espacios del edificio y le permitían una expresión formal acabada. Ello se veía facilitado por los requerimientos sísmicos que han de soportar las estructuras de California, lo que daba lugar a grandes espacios entre las potentes estructuras diseñadas. Para favorecer estos cambios Ellwood buscó la colaboración en su taller de arquitectos provenientes del Instituto Tecnológico de Illinois en Chicago donde Mies ejercía su ministerio, como Philo John Jacobson que se incorporó en 1961 y permanecería hasta 1963.  Jacobson formado en la tradición del Illinois Institute of Technology, incrementó la influencia de Mies van der Rohe en la oficina de Ellwood, sobre todo en el control geométrico del diseño.
A finales de los años cincuenta, aunque no era un arquitecto licenciado, Ellwood era sin embargo un buscado profesor universitario, dando una serie de charlas en la Universidad de Yale y enseñando en la Universidad del Sur de California y la Universidad Politécnica del Estado de California. En 1960 proyectó y construyó la que se considera su obra maestra, la Daphne House, Hillsborough, California, de gran perfección formal y funcional, reuniendo las cualidades distintivas de sus diseños, que lo han convertido en una figura emblemática del modernismo arquitectónico californiano de mediados del siglo XX.
En los artículos publicados en Arts & Architecture, Ellwood es partidario del empleo de sistemas prefabricados, que para él estaban dentro del campo del diseño industrial. También es partidario de la planta modular, en la línea de Le Corbusier, como medio de control y con un módulo base que admite alternativas. El módulo que propone para casas unifamiliares es de 2,45 m.
La Rosen House, edificada en 1963 fue concebida con una planta cuadrada con un patio central y está construida con estructura metálica blanca. La casa queda elevada respecto al terreno, y se accede a ella a través de unas plataformas metálicas situadas en el centro de cada uno de los cuatro lados de la planta. Dos lados tienen cerramientos de ladrillo oscuro y los otros dos lados, son muros de vidrio, que abren la casa al exterior. El patio central organiza en torno a él la vivienda. Los salones y el comedor son espacios abiertos al exterior ya que un lado dan al jardín a través de las cristaleras, y por el otro lado dan al patio también a través de cristaleras.  En el exterior hay un pabellón exento, que es el garaje con una piscina longitudinal en el ángulo entre las dos edificaciones. La casa Rosen coincide con la llegada de Philo John Jacobson al despacho del equipo de Ellwood. Jerry Lomax dijo que: “Philo Jacobson,  me convenció de que cambiara la planta por un esquema de patio central, que fue el que finalmente se construyó”. 
Tras la marcha de Jacobson en 1963, pasó a ser primer arquitecto del estudió Gerald Horn, que empezó a trabajar en él en 1962. Horn era mucho menos dogmático que Jacobson y significaron una vuelta hacia principios más pragmáticos recogidos en las casa de Ellwood de los años 50. a él se debe el desarrollo de la idea de casa en estructura puente concebida por Ellwood. Horn permaneció en el estudio hasta 1965 y luego desarrolló una importante carrera personal en Chicago.

### Etapa final. Proyectos de grandes edificios. 1965 - 1977
En el momento de la marcha de Horn, a mediados de los 60, el gusto de los usuarios había cambiado significativamente y ya no estaban de moda las casas unifamiliares de estructura de acero y cerramientos de vidrio. A la vista de la situación el estudio de Ellwood se dedicó cada vez más a los proyectos de edificios de oficinas e industriales, donde encontró un campo fértil para la expresión de sus ideas arquitectónicas.
A la marcha de Horn, Ellwood contrató como arquitecto proyectista a James Tyler que permaneció con él hasta que se retiró en 1977 y que había trabajado para John Sugden (ex asociado de Mies) en Salt Lake City. 
Aunque la oficina de Ellwood se expandió con el tamaño y el número de sus encargos, nunca fue una empresa particularmente rentable. Continuó hasta mediados de la década de los 70, con varios proyectos notables, incluyendo el plan maestro para la sede de Rand Corporation en Santa Mónica, California, varias oficinas de Xerox e IBM, y las construcciones típicas del diseñador "construcción en puente" sobre un arroyo y una carretera y el Art Center College en Pasadena. Tal como se publicó en 1976, el edificio del Centro de Arte es reconocido como el trabajo de Craig Ellwood Asociados, con James Tyler como arquitecto de diseño y Stephen Woolley como arquitecto de proyecto. Algunas fuentes han tratado de volver a acreditar este edificio únicamente a Tyler, que fue el arquitecto de la adición del Centro de Arte, terminada en 1991. 
Ellwood terminó su práctica en 1977 y se retiró a Italia para centrarse en la pintura y la restauración de una granja. Sus archivos están en la Universidad Estatal Politécnica de California, en Pomona. 
Su trabajo ha sido descrito como una fusión del formalismo de Mies van der Rohe con el estilo informal del movimiento moderno californiano.

## Vida personal
Ellwood tenía un Ferrari rojo y encajaba de manera perfecta con el estilo de vida de Los Ángeles de los años 50 y 60. Fue un maestro de la promoción. Se hizo famoso cuando tres de sus casas fueron incluidas en la serie Case Study House de la revista Arts and Architecture Magazine y su prestigio se mantuvo muy alto hasta los años 60, considerándosele el heredero natural de Richard Neutra al mismo nivel que el prestigioso A. Quincy Jones. Sus casas son muy apreciadas en la actualidad debido al aprecio por la arquitectura californiana de la época surgido de la edición de los libros de fotografía arquitectónica de Julius Schulman.
Estuvo casado con Faith Irene (Bobbie) Walker. Luego, durante 28 años estuvo casado con la actriz Gloria Henry, quien interpretó el papel de mamá en el clásico programa de televisión de los años 50, Daniel el travieso. Tuvieron tres hijos, Jeffrey, Erin y Adam Ellwood.
En 1977, dejó los Estados Unidos con su tercera esposa, Anita Eubank, para vivir en una villa en Pergine Valdarno, Italia. Después de divorciarse de nuevo, comenzó a salir con Leslie Hyland. Se casaron en 1985 y tuvieron una hija, Caitlin Emily. Después de su muerte, Leslie Hyland Ellwood se mudó a Sudáfrica.

## Filosofía arquitectónica
Craig Ellwood declaró su filosofía arquitectónica en la edición de marzo de 1976 de la revista L.A. Architect:
"La esencia de la arquitectura es la interrelación y la interacción de la masa, el espacio, el plano y la línea. El propósito de la arquitectura es enriquecer la alegría y el drama de vivir. El espíritu de la arquitectura es su veracidad a sí mismo: su claridad y la lógica con respecto a sus materiales y estructura.
"El edificio llega a ser valioso cuando expresa su época. El cambio constante de la tecnología exige una expresión de maduración continua, cuando la tecnología alcanza su cumplimiento en perfecto equilibrio con la función, hay una trascendencia en la arquitectura.
"La verdad sobre la verdad es que está esperando que la descubramos. La conciencia de la verdad no es estática, sino que tiene que ser descubierta progresivamente, debemos esforzarnos por lograr una solución intrínseca, no un efecto extrínseco. El estilo se convierte en algo más que la arquitectura. Los materiales y métodos sin duda van a cambiar, pero las leyes básicas de la naturaleza hacen finalmente todo atemporal.
"La arquitectura, por su propia naturaleza, debe ciertamente ser más que la expresión de una idea." "El arte en la arquitectura no es el estilismo arbitrario o el simbolismo etéreo, sino más bien la medida en que un edificio puede trascender de lo mesurable en lo inconmensurable. Que un edificio pueda suscitar una emoción profunda. Hasta qué punto un edificio puede elevar e inspirar espiritualmente al hombre y, al mismo tiempo, reflejar la lógica o la técnica que por sí misma puede transmitir su validez para existir ".

## Proyectos significativos
- Lappin House, Cheviot Hills, Los Ángeles, California, 1948
- Hale House, Beverly Hills, California, 1949
- The New Case Study House 16 (Salzman House), Bel Air, California, 1951–53
- Courtyard Apartments, Hollywood, California, 1952–53
- Casa Zack, Crestwood Hill, Los Ángeles, CA, 1951-1952[13]
- Case Study House 17B (Hoffman House), Beverly Hills, California, 1954–56
- Case Study House 18 (Fields House), Beverly Hills, California, 1955–58
- Smith House, Los Angeles, California, 1955
- Hunt House, Malibu, California, 1955
- South Bay Bank, Los Ángeles, California, 1956
- Carson-Roberts Office Building, West Hollywood, California, 1958–60
- Daphne House, Hillsborough, California, 1960–61
- Rosen House, Los Ángeles, California, 1963[14]
- Scientific Data Systems, various buildings and offices, El Segundo and Pomona, California, 1966–69
- Max Palevsky House, Palm Springs, California, 1968
- Charles and Gerry Bobertz Residence, San Diego, California, 1953
- Art Center College of Design (Hillside Campus), Pasadena, California, 1976